# Asterocampa speciosissima
Asterocampa speciosissima är en fjärilsart som beskrevs av William James Kaye 1918. Asterocampa speciosissima ingår i släktet Asterocampa och familjen praktfjärilar. Inga underarter finns listade i Catalogue of Life.